# Activision Blizzard
Activision Blizzard, Inc. är en amerikansk datorspelsutvecklare och -distributör. Företaget är resultatet av en sammanslagning av Activision och Vivendi Games, som offentliggjordes 2 december 2007 med ett avtal värt 18,8 miljarder dollar. Affären var klar 9 juli 2008.
Företaget anser att sammanslagningen kommer att skapa "världens största och mest vinstgivande datorspelsdistributör". De anser att de är den enda distributören som håller "ledande marknadspositioner i alla kategorier" inom spelindustrin.
EU-Kommissionen godkände sammanslagningen i april 2008. Kommissionen behövde kontrollera att det inte skulle uppstå några monopol-problem på grund av den stora sammanslagningen. Den 8 juli 2008 meddelade Activision att aktieägarna hade gått med på sammanslagningen. Avtalet slöts den 9 juli 2008 och det totala transaktionsvärdet beräknades uppgå till 18,9 miljarder dollar.

## Historik
I december 2007 offentliggjordes det att Activision skulle slås samman med Vivendi Games. René Penisson, tidigare medlem i Vivendis styrelse blev utnämnd till styrelseordförande för Activision Blizzard. Bobby Kotick, chef för Activision, blev vd för Activision Blizzard. Vivendi var ägare till 54 % av aktierna och hade därmed majoriteten av aktierna i företaget. Resten av aktierna hålls av andra investerare och handlas med på NASDAQ, de första tio dagarna som ATVID och sedan som Nasdaq: ATVI. Activision och Blizzard Entertainment fortsatte att existera som separata delar.
Blizzard fick behålla sin självständighet och företagsledning (Michael Morhaime fortsatte som VD och kontoret låg kvar i Irvine, Kalifornien), men detta gällde inte alla Vivendi Games-divisioner. Ett exempel på detta är Sierra Entertainment, som funnits lika länge som Activision, vilket lades ner. Det gick ett rykte vid sammanslagningen att Sierras produkter inte höll den standard som Activision krävde. Vissa av Sierras spel, såsom Crash Bandicoot, Spyro the Dragon och Prototype behölls dock och publiceras nu av Activision. Som ett resultat av nedläggningen stängdes Sierras Community Forums servrar ner i november 2008.
Jean-Bernard Levy kommer att ersätta René Penisson som styrelseordförande för Activision Blizzard.
Den 18 januari 2022 meddelade Microsoft att man hade nått en överenskommelse om att köpa Activsion Blizzard för 68,7 miljarder dollar. Vid budtillfället motsvarade det här $95 per aktie vilket i motsvarade en budpremie på 45 procent gentemot senast betalda kurs.

## Effekter av sammanslagningen
Kort efter att sammanslagningen genomförts meddelade Thomas Tippl, CFO, att det skulle komma att ske nedskärningar av personal på de olika divisionerna. Detta för att bli av med överlappande verksamheter. Detta innebar till exempel att flera utvecklingsstudior lades ner eller slogs samman. Blizzard Entertainment skulle fortsätta att stå som distributör på sina spel medan andra tidigare Vivendi-utvecklare skulle distribueras av Activision.
Dessutom blev spelen Brütal Legend, Ghostbusters: The Video Game, The Chronicles of Riddick: Assault on Dark Athena, World in Conflict: Soviet Assault, 50 Cent: Blood on the Sand, Zombie Wranglers, Leisure Suit Larry: Box Office Bust och Wet alla släppta av distributören för att tas upp av andra företag.